# Under the Floor, Over the Wall (álbum de Abney Park)
Under the Floor, Over the Wall es el decimoctavo álbum de estudio de Abney Park.

## Lista de canciones
| N.º | Título                           | Duración |  |
| 1.  | «Mister Overkill»                | 4:24     |  |
| 2.  | «Your Escape»                    | 5:03     |  |
| 3.  | «Armor and Flight»               | 3:36     |  |
| 4.  | «His Imaginary World»            | 4:27     |  |
| 5.  | «Gimme a Reason»                 | 4:37     |  |
| 6.  | «No Way Out»                     | 5:09     |  |
| 7.  | «Creep (2016)»                   | 4:25     |  |
| 8.  | «Under The Floor, Over The Wall» | 4:13     |  |
| 9.  | «Ripples of Epiphany»            | 3:53     |  |
| 10. | «Cut Anchor»                     | 4:54     |  |
| 11. | «The Vilainizer»                 | 4:06     |  |
| 12. | «Don’t Wanna Worry»              | 3:46     |  |
| 13. | «Souls From Lullabys»            | 4:20     |  |
| 14. | «The Traveler’s Curse»           | 4:25     |  |

## Créditos
- Robert Brown - voz, derbake, acordeón diatónico, armónica, buzuki
- Kristina Erickson - teclado, piano
- Josh Goering - guitarra
- Derek Brown - bajo
- Mitchell Drury - violín